# Pero amyclaria
Pero amyclaria là một loài bướm đêm trong họ Geometridae.